# Don Drysdale
Donald Scott Drysdale, detto Don (Van Nuys, 23 luglio 1936 – Montréal, 3 luglio 1993), è stato un giocatore di baseball statunitense di ruolo lanciatore che ha giocato per tutta la carriera nei Brooklyn/Los Angeles Dodgers della Major League Baseball (MLB). È stato introdotto nella National Baseball Hall of Fame nel 1984.

## Carriera

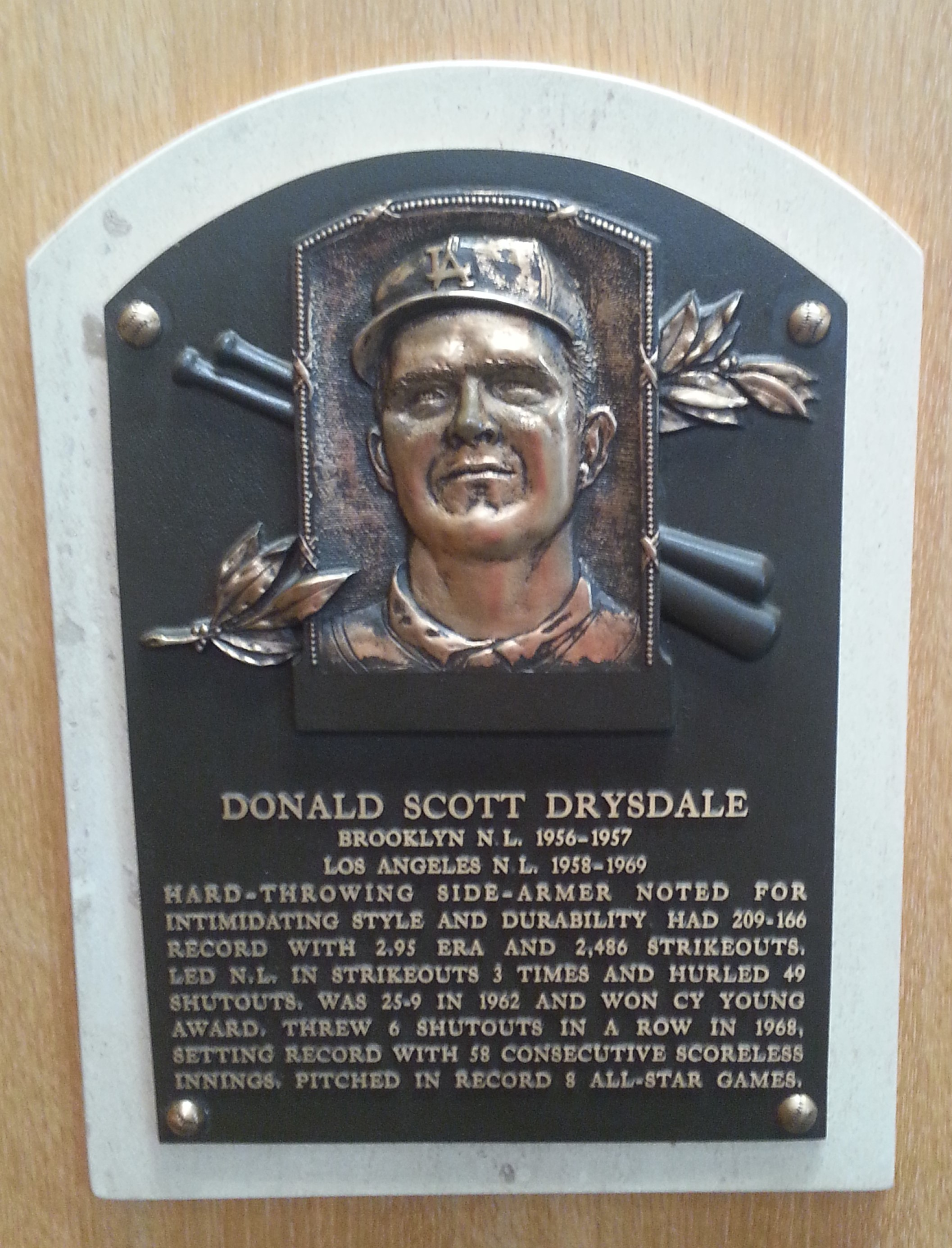
Don Drysdale plaque

Drysdale  lanciò per i Brooklyn/Los Angeles Dodgers, assieme all'altro Hall of Famer Sandy Koufax tra il finire degli anni cinquanta e gli anni sessanta, formando una delle coppie di lanciatori più temute della storia. Drysdale (soprannominato "Big D" dai tifosi) utilizzava spesso lanci tali da intimidire i battitori avversari, in modo simile ad un altro Hall of Famer come Bob Gibson. Le 154 volte che colpì un battitore rimangono un record della National League moderna.
Drysdale era considerato anche un buon battitore per essere un lanciatore. In un totale di 14 stagioni, batté 218 valide, inclusi 29 fuoricampo.
Nel 1962, Drysdale concluse la stagione con 25 vittorie, venendo premiato con il Cy Young Award. Nel 1968, stabilì il primato della Major League con sei shutout e 58 inning senza subire punti consecutivi. Il secondo record fu battuto da un altro giocatore dei Dodgers, Orel Hershiser, vent'anni dopo. Nel 1963, faticò con una media battuta degli avversari di .251 e vinse gara 3 delle World Series al Dodger Stadium contro i New York Yankees, 1–0. Nel 1965, fu l'unico giocatore dei Dodgers a battere con .300 e pareggiò il suo record della National League per fuoricampo da parte di un lanciatore con sette. Quell'anno vinse 23 partite e guidò i Dodgers al loro terzo titolo a Los Angeles. Concluse la sua carriera nel 1969 a causa di un dolore cronico alla spalla.
Nel 1965, Sandy Koufax rifiutò di lanciare in gara 1 delle World Series a causa della coincidenza della festività ebraica dello Yom Kippur. Al posto Koufax, fu Drysdale a lanciare per i Dodgers, concedendo 7 punti in 2 inning e 2/3 innings. Quando Walter Alston, il manager, lo tolse dalla partita, Drysdale disse: "Scommetto che in questo momento vorresti che fossi anch'io ebreo." I Dodgers persero contro i Minnesota Twins, 8-2.

## Palmarès

### Club
- World Series: 3

Los Angeles Dodgers: 1959, 1963, 1965

### Individuale
- MLB All-Star: 9

1959, 1959², 1961², 1962, 1963–1965, 1967, 1968
- Cy Young Award: 1

1962
- Leader della MLB in vittorie: 1

1962
- Leader della MLB in strikeout: 3

1959, 1960, 1962
- Numero 53 ritirato dai Los Angeles Dodgers